# 大山腳 (苗栗縣)
大山腳，是臺灣苗栗縣後龍鎮的一個傳統地域名稱，位於該鎮北部。相較於今日行政區，其範圍大致包括大山里南半部、東明里西北部近邊界地帶、溪洲里、南龍里西部。

## 歷史
台灣清治末期至日治初期，大山腳地區為一街庄，稱為「大山腳庄」，隸屬於苗栗一堡。該庄昔日東北及東與苦苓腳庄為鄰，南邊隔後龍溪分流北勢溪與後壠庄為界，西南邊隔後龍溪主流與公司藔庄為鄰，西北邊水尾仔庄、外埔庄。
1901年（日治明治三十四年）11月，全台廢縣廳改設二十廳，該庄隸屬於苗栗廳。1909年（明治四十二年）10月，合併二十廳為十二廳，該庄改隸屬於新竹廳。1920年（大正九年），廢十二廳改設五州二廳，該庄改制為「大山腳」大字，隸屬於新竹州竹南郡後龍庄。
戰後後龍庄改制為後龍鄉，隸屬於新竹縣，大字亦改制為村。1950年桃、竹、苗分治，後龍鄉改隸屬於苗栗縣。1951年，後龍鄉升格為後龍鎮，村改制為里。

## 聚落
本地區發展較早的聚落為大山腳（下大山腳），在日治期初期的官方地圖上已有記載。此外，本地區尚有上大山腳、石螺仔、鴨母寮、四份仔、砂崙湖、竹厝、新厝、溪洲等聚落。

## 交通
台鐵海線是台灣西部鐵路縱貫幹線，大致以北北東—南南西走向經過大山腳地區東部。境內東北部設有大山車站，屬甲種簡易站，僅停靠區間車；南部邊界外不遠處設有後龍車站，屬三等站，一天僅有兩班次自強號不停靠外，其餘各級列車均有停靠。由此等可前往台鐵沿線各地。
省道台61線又稱「西部濱海快速公路」，是八里至安南的快速公路，大致以東北—西南走向蜿蜒經過本地區西北部及西部邊界地帶。由該道路向東北可前往竹南、香山並止於浸水橋北側，其後以省道台15線為代用道路；向西南可前往通霄白沙屯並中止快速公路路段，其後以省道台1線為代用道路。
縣道126號（勝利路）是外埔至獅潭永興的道路，大致以西北—東南走向經過本地區西南部。由該道路向西北經水尾子轉東北可前往外埔並止於外埔大排南岸道路路口，向東南可前往後龍市區、頭屋、老田寮、獅潭並止於省道台3線路口。
鄉道苗8線（明山路）是外埔至大潭內的道路，大致以西北西—東南東走向進入本地區後轉西北—東南走向，過鐵路轉東北至大山車站前轉東南而行至離開本地區。由該道路向西北西可前往外埔並止於縣道126號路口，向東南可前往大潭南側並止於省道台1線路口。
鄉道苗9線（龍山路）是阿八窩至後龍的道路，大致以北北東—南南西走向經過本地區東部近邊界地帶。由該道路向北北東可前往灣寶、淡文湖（談文）聚落、小湖、阿八窩北側並止於鄉道苗14線路口，向南南西轉南可前往後龍市區北側並止於中華路（舊省道）路口。
鄉道苗11線（大山腳路）是洪厝前至下浮尾的道路，其東南側端點位於本地區東南部下浮尾的鄉道苗9線路口。由此向西北西轉西北出境後，可前往洪厝前並止於縣道126號路口。
鄉道苗11-1線（四份仔路、溪洲路）是四份至溪洲的道路，也是本地區西南部的內部連絡道路，其北側端點位於本地區中部偏南四份仔的鄉道苗11線路口。由此向南南西轉南再西南經縣道126號後，轉西北西再轉南南西再轉西，經溪洲聚落後止於省道台61線路口。

## 學校
- 仁德醫護管理專科學校
- 溪洲國小